# فيليكس ماتا ماتا
فيليكس ماتا ماتا (بالإسبانية: Félix Mata) هو عداء سريع فنزويلي، ولد في 30 يناير 1951، وتوفي في 26 أبريل 2018.

## وصلات خارجية
- فيليكس ماتا ماتا على موقع أوليمبيديا (الإنجليزية)